# Леополд Лојка
Леополд Лојка (чеш. Leopold Lojka; Телч, 18. септембар 1886 — Брно, 18. јул 1926) је био возач аутомобила у којем се налазио аустроугарски надвојвода Франц Фердинанд у тренутку атентата на њега у Сарајеву 1914.

## Биографија
Лојка је рођен 1886 у Телчу у јужној Моравској, у Аустроугарској монархији (данас део Чешке Републике).
Основну школу је учио у периоду 1892–1897. Потом је у периоду 1897–1902 био месарски ученик. Затим је радио као надзорник послуге и месар 1902–1907. У периоду 1907–1909 је служио војску у 6. драгунском пуку и постао подофицир аустроугарске војске. Док се налазио на одслужењу војног рока присуствовао је војним маневрима, одржаним 8. и 9. септембра 1909 у граду Велики Мезиричи. За време маневара, код локалног великопоседника, аутроугарског племића Франца Хараха, у гостима су се налазили аустроугарски цар Франц Јозеф немачки цар Вилхелм II, његов близак пријатељ надвојвода Франц Фердинанд са официром за везу, као и надвојвода, касније цар Карл I од Аустрије. Након завршетка маневара, док су се трупе одмарале, у ноћи између 10. и 11. септембра, рефлекторско светло је узнемирило коње у логору и изазвао њихово бекство у стампеду. Лојка је одмах реаговао, ризикујући сопствени живот смирио је и зауставио коње, али је притом задобио озбиљне повреде. Овај инцидент је пробудио интересовање и симпатије грофа Хараха. Након што се Лојка опоравио од повреда, гроф је запослио Лојку, а касније га послао у Беч на обуку за возача (1912). Возио је   регистарске ознаке A-III-118.

## Сарајевски атентат
1914. године, гроф Харах је добио наређење да учествује на војним маневрима у Сарајеву и да свој аутомобил, као и возача стави на располагање генералном инспектору оружаних снага, надвојводи Францу Фердинанду. Стога је гроф Харах предузео, за оно време, јединствену експедицију по Европи. С Леополдом Лојком за воланом, путовали су грофовим аутомобилом. Из палате код Беча су кренули 31. маја ујутро, а у Сарајево су стигли 18. јуна.
По завршетку маневара, предвиђен је обилазак града 28. јуна 1914. Лојка је том приликом служио као шофер Фердинанду и његовој супрузи Софији, у аутомобилу грофа Хараха. Убрзо након што су напустили војне бараке, где је Фердинанд вршио смотру локалног царског гарнизона, припадник Младе Босне, Недељко Чабриновић, је бацио бомбу на аутомобил. Међутим, бомба се одбила од аутомобила, експлодирала испод наредног аутомобила у колони и повредила више војника и окупљених грађана.
Упркос противљењу своје супруге, Фердинанд је након пријема приређеног у његову част, у градској кући Беледија, одлучио да посети рањене војнике у Војној болници. Одлучено је да колона аутомобила до болнице иде измењеном трасом. Међутим, Лојка није био обавештен о промени трасе, па је скренуо у једну уличицу према Старом граду, како је предвиђено према првобитном плану. Када је поглавар Оскар Поћорек увидео грешку, наредио му је да се промени трасу, па је аутомобилом кренуо у рикверц. Ово се дешавало у близини уличне продавнице хране, испред које се налазио још један атентатор Младе Босне, Гаврило Принцип. Када је уочио Фердинандов аутомобил, Принцип је потрчао к њему, држећи свој ФН Браунинг модел 1910. Чим га је видео, Лојка је покушао да убрза возило, али је стопалом промашио папучицу за гас. Тада је Принцип успео да упуца надвојводу Франца Фердинанда у вратну вену, а његову супругу Софију у стомак. На суђењу је Принцип изјавио како му је намера била да убије Оскара Поћорека, а не Софију.
Након атентата, Лојкин задатак је био да пошаље три телеграма: аустроугарском цару Францу Јозефу, немачком цару Вилхелму II, и деци надвојводе Франца Фердинанда. Такође је био сведок на суђењу припадницима Младе Босне.

## Каснији живот
За време рата је мобилисан и са аустроугарском војском је послат у Мостар, а затим је 1916. пребачен у Клостернојбург у близини Беча, где се, према сопственом сведочењу налазио у служби код Карла I.
Дана 28. новембра 1916. се оженио Аном Лотском, родом из Зурндорфа. Имали су старијег сина, Франца и млађег Алфреда. Након распада Аустроугарске, настанили су се у Знојму.
Аустроугарски цар Карло I је 7. јула 1920. наградио Лојку са 400.000 круна. Он је тај новац искористио да отвори крчму у Знојму.
Остатак живота није провео срећно. Умро им је старији син, а затим се 28. децембра 1923. развео од Ане, која се убрзо удала за железничког службеника и преселила се у Гунтрамсдорф близу Беча. Окружни суд је сина Алфреда доделио оцу, док је код мајке боравио за време летњих распуста. Пропио се и како крчма у Знојму није ишла добро, преселио се у Брно, где је 1925. такође отворио крчму. Мештани у Брну су запамтили необичног крчмара, по честим ексцесима и нередима у крчми.
Умро је напуштен, заборављен и болестан, у свом стану изнад крчме у Брну 18. јула 1926, где је два дана касније и сахрањен.
Од његове смрти, улога возача аутомобила Франца Фердинанда је често погрешно приписивана Францу Урбану.